# The Secret Agent (bande originale)
The Secret Agent est la bande originale du film The Secret Agent de Christopher Hampton, sorti en 1997 tiré du roman de Joseph Conrad. Elle a été composée en 1995 par Philip Glass.
La musique est interprétée par The English Chamber Orchestra, dirigé par Harry Rabinowitz. Les solistes additionnels sont Suzan Holles (Harpe), Fred Sherry (Violoncelle), Henry Schuman (Cor anglais, Hautbois), Keith Underwood (Flute, Piccolo).

## Pistes
| No  | Titre                          | Durée |
| --- | ------------------------------ | ----- |
| 1.  | SECRET AGENT                   | 4:48  |
| 2.  | WINNIE REMEMBERS               | 3:13  |
| 3.  | VERLOC AND THE RUSSIAN EMBASSY | 5:08  |
| 4.  | BLOOD ON THE STAIRS            | 1:38  |
| 5.  | THE FIRST MERIDIAN             | 3:18  |
| 6.  | EMIGRATION                     | 1:47  |
| 7.  | TRUST                          | 3:42  |
| 8.  | WINNIE?                        | 5:40  |
| 9.  | EXPLOSIVES                     | 2:31  |
| 10. | ALL THE MONEY                  | 1:18  |
| 11. | SIMPLE                         | 2:38  |
| 12. | ROAST BEEF                     | 2:27  |
| 13. | SAFE JOURNEY                   | 4:11  |
| 14. | OSSIPON IS TEMPTED             | 3:04  |
| 15. | WINNIE GOES TO SEA             | 2:37  |
| 16. | SECRET AGENT ENDING            | 3:08  |

## Liens
- (en) Site officiel de Philip Glass